# 31 본산
31 본산(三十一本山)은 일제강점기에, 한반도의 사찰중 중심 사찰을 선정하여 한지역의 다른 사찰을 관할하게 한 제도이다. 본사의 주지는 조선총독이, 말사의 주지는 도지사의 허가를 받아서 임명하도록 하였다.

## 역사
- 1911년 6월 3일: 조선사찰령 공포
- 1911년 9월 1일: 조선사찰령 시행 (30 본산)
- 1915년: 30본산이 삼십본산연합사무소를 구성하였다.
- 1922년: 본산들이 조선불교중앙교무원을 구성하였다.
- 1924년 11월 20일: 화엄사가 본산으로 승격